# Багратуни, Арсен
Арсе́н Багратуни́ (арм. Արսեն Բագրատունի; 21 августа 1790, Константинополь Османская империя — 24 декабря 1866, Венеция, Италия) — армянский учёный, философ, писатель

, поэт и переводчик классической литературы. Видный арменовед. Монах-мхитарист.

## Биография
Учился у мхитаристов. Был членом конгрегации. Хорошо знаком с классическими языками.

## Творчество
Один из представителей ложноклассического направления в армянской литературе и поклонник античного мира и древней патриархально-феодальной Армении. Писал на древнеармянском языке (грабар).
Известен своими переводами греческих и римских классиков, в особенности, художественным переводом на армянский язык «Илиады» Гомера, который отличается большими художественными достоинствами.
А. Багратуни, как все его современники мхитаристы, находился под сильным влиянием западно-европейского классицизма.
В стихотворении «Айк Дюцазн» («Герой Айк»), материал которого в основном взят из «Истории Армении» Мовсеса Хоренаци и частично заимствован из древнеармянской мифологи, Багратуни воспел героическое прошлое Древней Армении.
Оставил ряд работ по арменоведению, переводы из античной литературы. Издал труды армянских историков Хоренаци, Егише, Езника, Агатангелоса. Автор исторической трагедии «Ерванд II» (1815, изд. 1869), «Арташес» (1818), стихов, трудов по арменоведению и философии.